# Ernesto Schick
Ernesto Schick (Krattigen, 1925 – Chiasso, 12 agosto 1991) è stato un botanico e agronomo svizzero, conosciuto per aver studiato quella che lui chiama, con un neologismo di sua invenzione, la "flora ferroviaria", cioè le piante definite vagabonde perché crescono senza l'intervento dell'uomo e sono presenti sul sedime della stazione di Chiasso.

## Biografia
Nato nel canton Berna, frequentò un istituto agrario nella Svizzera tedesca, si trasferì in Ticino alla fine degli anni '40, per l'interesse per la lingua italiana e per curare qualche problema di asma. In Ticino lavora come assistente di cantiere alla costruzione della galleria autostradale di Grancia e poi come fitospedizioniere per una casa di spedizioni chiassese.
Biologo dilettante, agronomo e “fitospedizionere” (cioè addetto al trasporto delle piante vive). Si appassionerà della flora locale, studiando e catalogando la particolare biodiversità presente tra le infrastrutture del nodo ferroviario di Chiasso (località di frontiera nella Svizzera meridionale) rinnovato come scalo di smistamento e bonificato nel periodo 1957-1967. 
Particolare abilità nel disegno e nella copia dal vero che includerà nel suo volume Flora ferroviaria: ovvero la rivincita della natura sull'uomo. Osservazioni botaniche sull'area della stazione internazionale di Chiasso, 1969-1978 che verrà stampato nel 1980 per le edizioni del Credito Svizzero di Chiasso. 
Nell'introduzione del volume viene ricordato come uomo ombroso e riservato, che preferiva le serene forme vegetali a quelle caotiche delle vicende quotidiane. 
Negli anni quaranta studiò la flora arborea del comune di Faido. Nel 1987 insieme a Claudio Brissoni e Giuseppe Zois contribuirà al volume "Vivere con i fiori: introduzione alla flora della Svizzera italiana" edito dal Giornale del Popolo.
Il volume è stato ripubblicato, trent'anni dopo, nel 2010 dalle Edizioni Florette. Curato da Simonetta Candolfo e Nicoletta De Carli, è corredato dalla  prefazione di Graziano Papa (già presidente della Lega Svizzera per la Protezione della natura), dall'introduzione del botanico Nicola Schoenenberger, che ha pure revisionato la parte scientifica, e dall'intervento di Fabio Pusterla, poeta ticinese. Nel 2016 per la casa editrice milanese Humboldt Books viene data alle stampe la traduzione inglese del suo volume.
Visse con la famiglia in diversi comuni nel Mendrisiotto, principalmente a Stabio. Ebbe nove figli.

## Flora ferroviaria

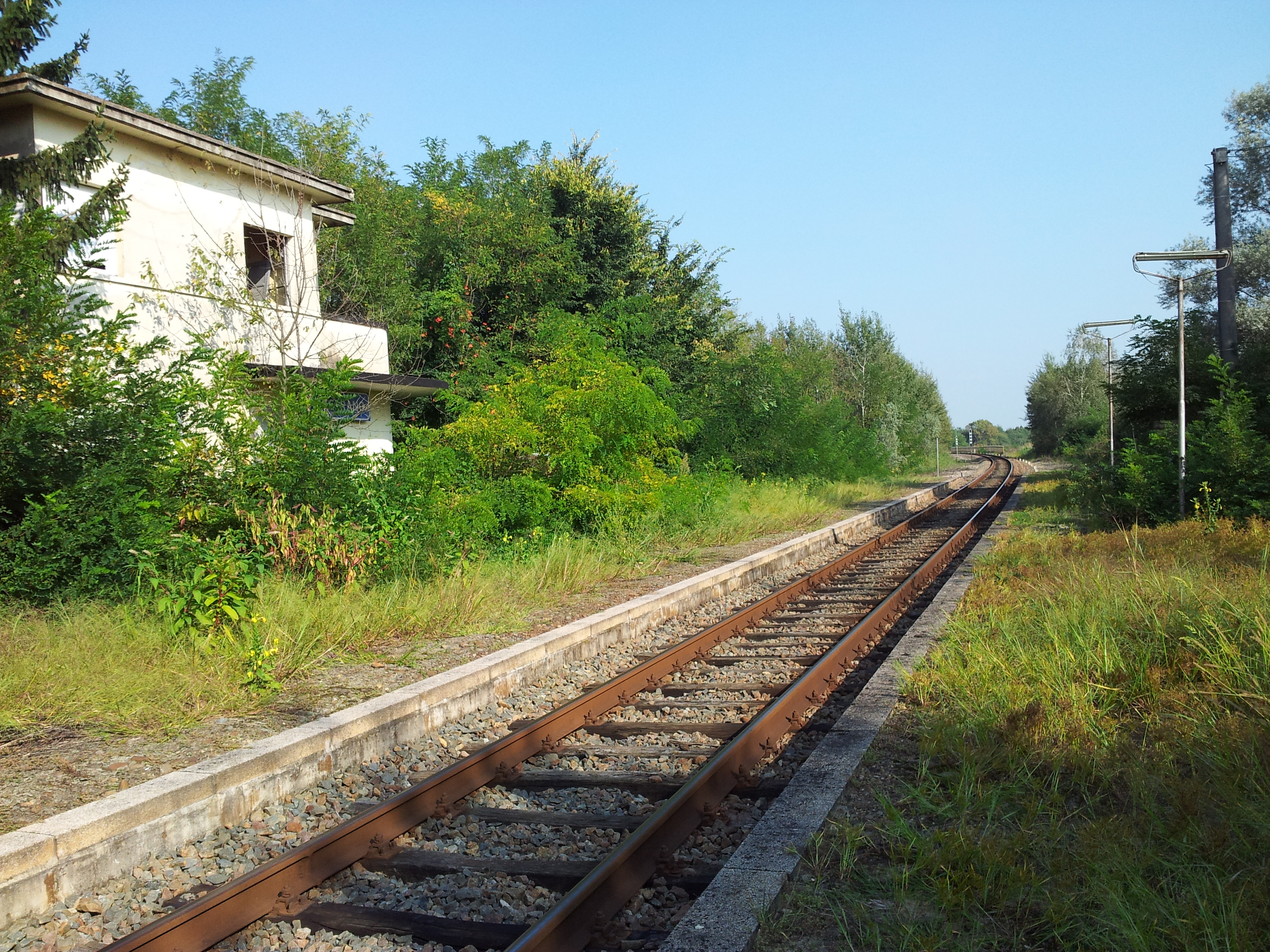
Esempio di colonizzazione vegetale di una linea ferroviaria minore

Schick è stato fra i primi ad elaborare il concetto di Flora Ferroviaria, ovvero quella particolare tipologia di vegetali che cresce spontaneamente nelle immediate vicinanze delle strutture adibite al trasporto ferroviario. . Le particolari condizioni del suolo estremamente antropizzato (presenza di pietre, passaggio frequente di veicoli, uso massiccio di diserbante) unite alla presenza di semi non autoctoni trasportati parassitariamente dai treni e dai viaggiatori, creano un singolare habitat in cui è possibile riscontrare una grande biodiversità. I suoi studi si concentrarono sul sedime della stazione di Chiasso, i suoi primi disegni della zona risalgono al 1969.
Nel 2002, anche ispirandosi al contributo di Schick, il Museo di Storia Naturale di Lugano ha dato il via ad uno studio della flora avventizia della rete ferroviaria. Il testo è stato inoltre di ispirazione per vari studi analoghi e divenne con il tempo un piccolo oggetto di culto tra bibliofili e botanici, nonostante qualche piccola imprecisione scientifica.
Il lavoro di Schick è stato visto da Marco Belpoliti come precursore delle successive ricerche e pubblicazioni del giardiniere e paesaggista francese Gilles Clément.